# Adolf Nordling
Adolf Fredrik Nordling, född 29 mars 1840 i Karlskrona, död 27 januari 1888, var en svensk målare.
Nordling studerade vid Kungliga Konstakademien i Stockholm och hos Carl Frederik Sørensen i Köpenhamn samt besökte även Düsseldorf. Nordling målade i kraftfull impressionistisk stil, främst marinmålningar med livfull och ljus kolorit.

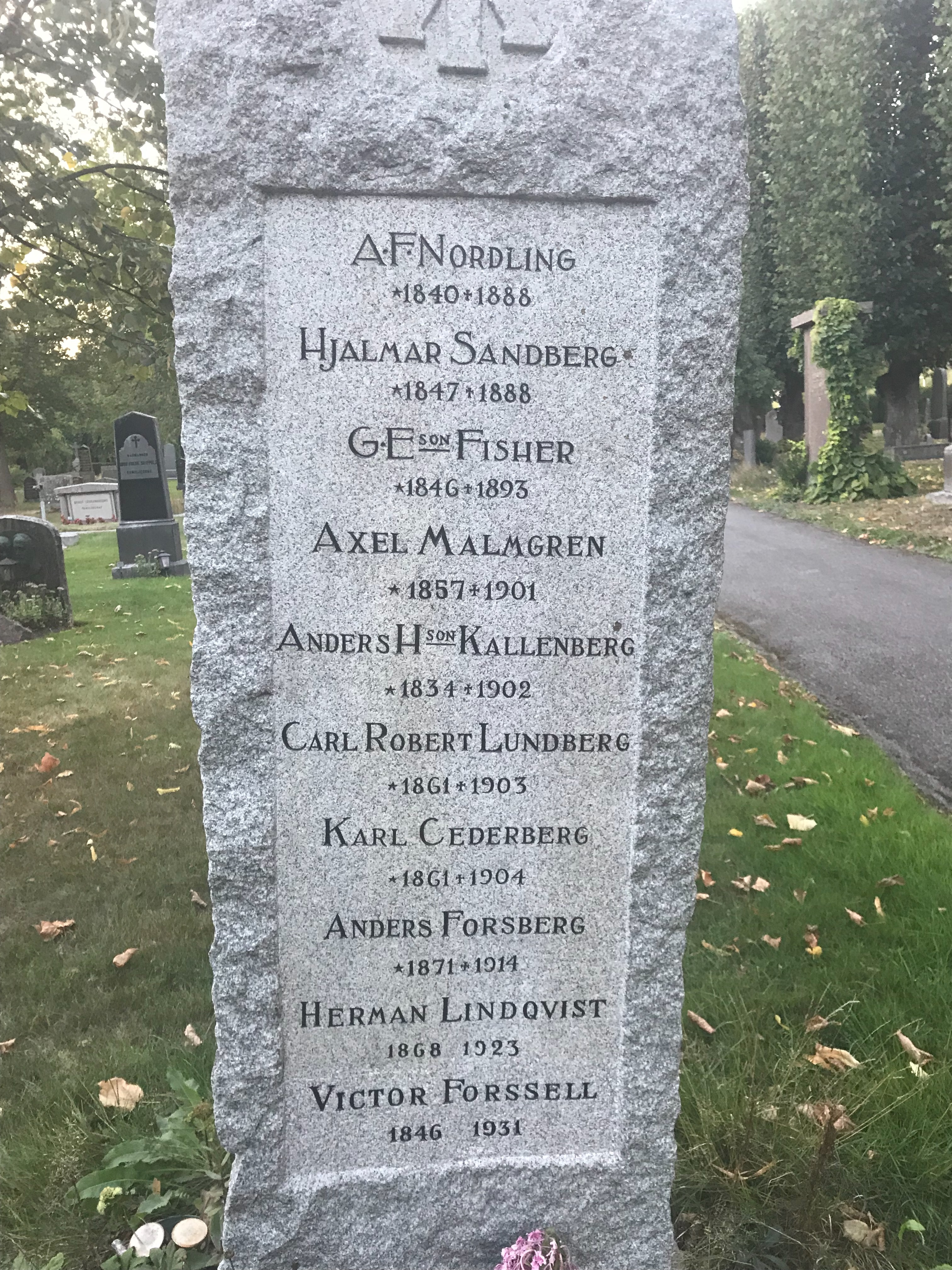
Gravvård Norra begravningsplatsen

Han är representerad med flera oljemålningar på Nationalmuseum i Stockholm, Länsmuseet Gävleborg, Hallwylska museet och Göteborgs konstmuseum